# Una (kommun i Brasilien, Bahia, lat -15,16, long -39,21)
Una är en kommun i Brasilien.   Den ligger i delstaten Bahia, i den östra delen av landet, 900 km öster om huvudstaden Brasília. Antalet invånare är 24 106.
Följande samhällen finns i Una:
- Una

I omgivningarna runt Una växer i huvudsak städsegrön lövskog. Runt Una är det ganska glesbefolkat, med 29 invånare per kvadratkilometer.